# Oeralskaja Molnija
De Oeralskaja Molnija (Uralblitz) (Russisch: Ледовый дворец Уральская молния) is de ijsbaan van Tsjeljabinsk. Het stadion kreeg zijn naam van de zesvoudig olympisch kampioene langebaanschaatsen Lidia Skoblikova. De ijsbaan is anno november 2019 de nummer 21 op de lijst van snelste ijsbanen ter wereld.
De baan werd gebouwd in 2005. Het stadion is in dezelfde periode gebouwd als Krylatskoje en Kometa. Bij de opening van het wereldbekerseizoen 2011/2012 van 18 tot en met 20 november 2011 werd de eerste wereldbekerwedstrijd en daarmee de eerste internationale schaatswedstrijd hier gehouden.
Bij de ontploffing van een meteoroïde bij Tsjeljabinsk op 15 februari 2013 raakte de ijsbaan flink beschadigd. De naam van de ijshal, Bliksemschicht van de Oeral, kreeg een letterlijke betekenis naast die van Skoblikova.
In 2017 zou hier de Wereldbekerfinale worden gehouden, maar vanwege de omvangrijke dopingschandalen in Rusland is deze verplaatst naar het Noorse Stavanger.

## Grote wedstrijden
Internationale kampioenschappen
- 2015 - EK allround

Wereldbekerwedstrijden
- 2011/12 - Wereldbeker 1

Nationale kampioenschappen
- 2005 - RK allround
- 2005 - RK sprint
- 2009 - KK afstanden
- 2009 - KK allround
- 2010 - KK afstanden
- 2010 - KK allround
- 2010 - KK sprint
- 2011 - RK afstanden
- 2014 - RK allround
- 2014 - RK sprint

## Baanrecords
| Afstand              | Schaatser                                      | Land | Tijd     | Datum      |
| -------------------- | ---------------------------------------------- | ---- | -------- | ---------- |
| 100 m                | Filipp Sjagejev                                | RUS  | 10,58    | 11-02-2017 |
| 500 m                | Dmitri Lobkov                                  | RUS  | 34,79    | 25-03-2011 |
| 1000 m               | Stefan Groothuis                               | NED  | 1.08,49  | 20-11-2011 |
| 1500 m               | Stefan Groothuis                               | NED  | 1.45,70  | 18-11-2011 |
| 3000 m               | Ivan Fruktov                                   | RUS  | 3.48,32  | 15-01-2025 |
| 5000 m               | Sven Kramer                                    | NED  | 6.17,32  | 10-01-2015 |
| 10.000 m             | Sven Kramer                                    | NED  | 13.07,27 | 11-01-2015 |
| Ploegenachtervolging | Jan Blokhuijsen Wouter olde Heuvel Sven Kramer | NED  | 3.41,25  | 20-11-2011 |
| 2×500 m              | Dmitri Lobkov                                  | RUS  | 69,770   | 22-03-2011 |
| Sprintvierkamp       | Viktor Moesjtakov                              | RUS  | 140,695  | 17-03-2019 |
| Minivierkamp         | Maksim Kornaukov                               | RUS  | 153,909  | 21-01-2021 |
| Kleine vierkamp      | Konstantin Nikitin                             | RUS  | 153,219  | 10-03-2012 |
| Grote vierkamp       | Sven Kramer                                    | NED  | 149,928  | 11-01-2015 |

| Afstand              | Schaatsster                                        | Land | Tijd    | Datum      |
| -------------------- | -------------------------------------------------- | ---- | ------- | ---------- |
| 100 m                | Varvara Turova                                     | RUS  | 11,50   | 06-03-2019 |
| 500 m                | Yu Jing                                            | CHN  | 37,65   | 19-11-2011 |
| 1000 m               | Daria Kachanova                                    | RUS  | 1.14,96 | 16-01-2025 |
| 1500 m               | Ireen Wüst                                         | NED  | 1.56,05 | 11-01-2015 |
| 3000 m               | Martina Sáblíková                                  | CZE  | 4.05,23 | 10-01-2015 |
| 5000 m               | Martina Sáblíková                                  | CZE  | 7.00,70 | 11-01-2015 |
| Ploegenachtervolging | Cindy Klassen Christine Nesbitt Brittany Schussler | CAN  | 3.02,07 | 20-11-2011 |
| 2×500 m              | Olga Fatkoelina                                    | RUS  | 77,460  | 22-03-2011 |
| Sprintvierkamp       | Darja Katsjanova                                   | RUS  | 153,950 | 17-03-2019 |
| Minivierkamp         | Jekaterina Lobysjeva                               | RUS  | 164,716 | 10-03-2008 |
| Kleine vierkamp      | Ireen Wüst                                         | NED  | 161,734 | 11-01-2015 |